# Mozilla Sunbird
Mozilla Sunbird是一款由Mozilla基金會與多名志願者開發的自由軟體、開放原始碼、跨平台行事曆應用程式。Mozilla Sunbird被描述為「...一個基於Mozilla XUL用戶界面語言的跨平台獨立行事曆應用程式」。該專案於2003年7月對外公開，是現已中止的Mozilla Calendar Extension的獨立版本。
Sunbird 0.3版曾預定與其"姊妹計劃"Lightning於2006年9月後期同時發佈，但其候選版本直至10月才製作完成。Sunbird自0.3版起失去對Windows 98的相容性，另0.3版亦有便攜版可供使用。
2004年6月15日Sunbird的開發者要求Mozilla社群提交適合用作Sunbird的新預設主題與圖標，三個被推薦的Sunbird圖示提交到社群進行投票；Mark Carson的參賽作品於2004年8月12日公告為優勝作品。Mark Carson與Chris Cook亦有開發用於Windows與Linux，衍生自Firefox "winstripe"主題的Sunbird主題；2004年後期一個由Matthew 'lilmatt' Willis開發的Mac主題同樣是衍生自Firefox的"pinstripe"主題。
2010年3月30日发布的Sunbird 1.0 beta1是Mozilla Sunbird最后一个版本。此后Mozilla日历计划将精力全部投入到Lightning计划中去。

## 發佈歷史
| 代表意義： | 代表意義： | 代表意義： |
| ---------- | ---------- | ---------- |
| 舊版本     | 當前版本   | 未來版本   |

| Gecko版本 | 版本                        | 發佈日期       | 重大變更                                             |
| --------- | --------------------------- | -------------- | ---------------------------------------------------- |
| 1.8       | 0.2                         | 2005年2月4日   |                                                      |
| 1.9       | 0.3                         | 2006年10月11日 | 行事曆儲存由中介檔案.ICS改為SQLite                   |
| 1.9       | 0.3.1                       | 2007年2月19日  | 為夏令時間改變進行時區更新                           |
| 1.8.1     | 0.5                         | 2007年6月27日  | 核心改為 Gecko 1.8.1 以增加穩定性                    |
| 1.8.1     | 0.7                         | 2007年10月25日 | 更加簡潔的使用者介面和新功能的添加                   |
| 1.8.1     | 0.8                         | 2008年4月4日   | 國外時區支援，線上日曆的離線模式（實驗）以及任務模式 |
| 1.8.1     | 0.9                         | 2008年9月23日  |                                                      |
| 1.9.1     | 1.0b1（页面存档备份，存于） | 2010年4月2日   |                                                      |
| 1.9.1     | 1.0b2（页面存档备份，存于） | 2010年6月      |                                                      |

## 外部連結
- Sunbird官方網站（页面存档备份，存于）與MozillaWiki（页面存档备份，存于）
- Sunbird開發網誌（页面存档备份，存于）
- Sunbird可攜式版本（页面存档备份，存于）於PortableApps.com
- The Rumbling Edge: Sunbird release Changelogs

## 請參閱
- Lightning